# Charles Melville Hays
Charles Melville Hays, född 16 maj 1856 i Rock Island, Illinois, död 15 april 1912 i Atlanten, var en amerikanskfödd järnvägsmagnat som var en ledande figur i det kanadensiska järnvägsbolaget Grand Trunk Railway under åren 1896-1912. Han hade även haft en hög position i bolaget Wabash, St. Louis and Pacific Railway. Hays hade bland annat storslagna planer på en transkontinental järnväg som skulle gå hela vägen genom Kanada från Moncton i New Brunswick till Prince Rupert i British Columbia.
I april 1912 befann sig Hays i London för att söka finansiering till sitt bolag. Han ville dock komma hem inför invigningen av hotellet Château Laurier i Ottawa, och på Bruce Ismays inrådan valde han att tillsammans med sitt stora sällskap resa med RMS Titanic. Hans sällskap reste i den luxuösa sviten B69 på promenaddäcket i första klass.
Efter att Titanic kolliderat med ett isberg eskorterade han kvinnorna i sitt sällskap till en livbåt, medan han själv, hans sekreterare och hans svärson stannade på fartyget där de senare omkom. Hays kropp återfanns och identifierades senare.